# Heinrich Haeckel
Heinrich Haeckel (* 18. Februar 1859 in Freienwalde; † 2. Februar 1921 in Stettin) war ein deutscher Chirurg.

## Leben
Heinrich Haeckel war ein Sohn des Landgerichtsrats Karl Haeckel (1824–1897) und seiner Ehefrau Hermine geb. Sethe (1829–1866). Karl Haeckel war der Bruder des Zoologen Ernst Haeckel (1834–1919); Hermine Sethe war eine Schwester von dessen erster Ehefrau Anna geb. Sethe (1835–1864); die beiden Brüder waren Cousins der beiden Schwestern. Heinrich Haeckel stand seinem Onkel Ernst später sehr nahe und wurde von ihm mit persönlichen Nachlassaufgaben betraut.
Heinrich Haeckel studierte Medizin in Heidelberg und wurde dort Mitglied der Verbindung Rupertia. 1883 wurde er an der Kaiser-Wilhelms-Universität Straßburg zum Dr. med. promoviert. Seine Ausbildung erhielt er an der Chirurgischen Universitätsklinik in Jena und in der Gynäkologie in Straßburg. In Jena veröffentlichte er Kasuistiken. 1889 habilitierte er sich in Jena für Chirurgie. 1895 wurde er zum außerordentlichen Professor in Jena befördert. 1897–1902 war er Leitender Arzt am Stettiner Diakonissenhaus Bethanien. Das Städtische Krankenhaus Stettin wählte ihn 1902 als Nachfolger von Karl August Schuchardt zum Direktor der Chirurgischen Klinik. Er war ein glänzender Operateur und modernisierte und erweiterte die Klinik. Als Paul Leopold Friedrich Gummihandschuhe bei Operationen eingeführt hatte, war Haeckel einer der ersten, die ihre Bedeutung erkannten und sie bei allen Operationen und Verbänden anordneten.

## Schriften (Auswahl)
- Ueber Affectionen der Pleura bei Erkrankungen der weiblichen Sexualorgane. Inaugural-Dissertation Straßburg. Wien 1883. (Digitalisat)
- Lipoma arborescens der Sehnenscheiden. In: Centralblatt für Chirurgie 15. Jg., Nr. 17 vom 28. April 1888, S. 297–300.
- Ein Fall von ausgedehntem angebornem Defect am Thorax. In: Archiv für pathologische Anatomie und Physiologie und für klinische Medizin. Band CXIII. Folge XI, Band III, 1888, S. 474–483.
- Die Phosphornekrose. In: Archiv für klinische Chirurgie 39. Band, 1889, S. 555–641 und 681–721. Als Habilitationsschrift gedruckt, Berlin 1889. (Digitalisat)
- mit Karl von Bardeleben: Atlas der topographischen Anatomie des Menschen. Jena 1894. (Digitalisat)
- Persönliche Erinnerungen an Ernst Haeckel. In: Was wir Ernst Haeckel verdanken. Ein Buch der Verehrung und Dankbarkeit. Band 2. Hg. Heinrich Schmidt. Leipzig 1914, S. 383–390.